# Suchoj Su-2
Suchoj Su-2 byl sovětský lehký bombardér vyráběný na počátku druhé světové války.
V roce 1937 vzlétl prototyp letadla označeného ANT-51 z konstrukční brigády P. O. Suchoje, která pracovala v konstrukční kanceláři A. N. Tupoleva. Letoun poháněl motor Švecov M-62 o výkonu 603 kW s dvoulistou stavitelnou vrtulí. V roce 1938 se Suchoj osamostatnil a začal zdokonalovat svůj prototyp. Sériová produkce letounu zvaného také BB-1 (bližnij bombardirovščik) byla zahájena roku 1939. Do vypuknutí války v červnu 1941 bylo vyrobeno několik set těchto strojů (některé publikace udávají číslo kolem 900), je však možné, že číslo bylo ještě vyšší. Letadlo se však brzy ukázalo jako neperspektivní, se slabou ochranou proti nepřátelským stíhačkám, a v roce 1942 byla dána přednost výrobě bitevních strojů Il-2. Letouny Su-2 byly staženy z bojů s Německem a byly odveleny na Dálný východ.

## Hlavní technické údaje
- Charakteristika: dvoumístný jednomotorový bombardér.
- Pohon: motor M-88 o výkonu 820 kW
- Výzbroj: 400 kg pum nebo 10 neřízených raket RS-82, šest kulometů ŠKAS ráže 7,62 mm
- Rozpětí: 14,3 m
- Délka: 10,25 m
- Nosná plocha: 29 m²
- Hmotnost prázdného letounu: 2930 kg
- Vzletová hmotnost: 4360 kg
- Maximální rychlost: 460 km/h
- Dostup: 8800 m
- Dolet: 1200 km